# 江口実玖
江口 実玖（えぐち みく、1997年〈平成9年〉4月25日 - ）は、日本のフリーアナウンサー、防災士。

## 経歴
千葉県出身。立正大学経済学部経済学科を卒業した。テレビ朝日アスク・圭三塾に通ったのち、2020年4月13日からNHK秋田放送局に契約キャスターとして入局し、「ニュースこまち」のサブキャスターとして出演し、2022年3月25日に卒業した。
2022年4月からとちぎテレビのアナウンサーとして活動を開始した。
2023年3月に退職し、ジョイスタッフに所属してフリーアナウンサーに転身した。

## 人物
- 趣味は、ソフトボール、野球、ドライブ、ピアノ、カラオケ（昭和歌謡曲）
- 日本漢字能力検定2級、そば打ち能力検定3級、普通自動車第一種免許。
- 2025年1月に一般男性と結婚したことを自身のInstagramで報告した[4]。

## 出演番組
★がついている部分は、現在も出演中。

### NHK秋田放送局時代
- ニュースこまち（2020年4月13日 - 3月25日、サブキャスター）[5]

### とちぎテレビ時代
- 高校野球ハイライト（MC・リポーター）
- うたの王様（司会）
- うつのみや花火大会2023生中継（MC）
- とちぎ瓦版（ナレーション）
- 井上マーのイイトコ教えて宇都宮（ナレーション）
- まろに☆えーるTV（ナレーション）

### フリーアナウンサー後
- 桜前線2023・2024 全国キャスターリレー（BS11、リポーター）
- イブ6+（2024年4月 - 、とちぎテレビ、MC・中継リポーター）★
- ナイトニュース9（2024年4月 - 、とちぎテレビ、キャスター）★